# Магерно
Магерно, Маґерно (італ. Magherno) — муніципалітет в Італії, у регіоні Ломбардія, провінція Павія.
Магерно розташоване на відстані близько 450 км на північний захід від Рима, 30 км на південь від Мілана, 15 км на схід від Павії.
Населення — 1706 осіб (2014).
Щорічний фестиваль відбувається 16 серпня. Покровитель — святий Рох.

## Демографія
Населення за роками:

Станом на 1 січня 2023 року в муніципалітеті офіційно проживало 195 іноземців з 30 країн, серед них 61 громадянин країн Євросоюзу та 9 громадян України.

## Сусідні муніципалітети
- Коп'яно
- Джеренцаго
- Торре-д'Арезе
- Віллантеріо
- Вістарино